# Terciarios Capuchinos
La Congregación de Religiosos Terciarios Capuchinos de Nuestra Señora de los Dolores (Fratres Tertio Ordinis Sancti Francisci Capulatorum a Beata Virgine Perdolente) conocidos popularmente como Amigonianos; son un instituto religioso clerical de la Iglesia Católica y en ella de la Espiritualidad Franciscana. Fundados el 12 de abril de 1889 en Masamagrell (España) por el fraile sacerdote y obispo Luis Amigó y Ferrer, miembro notable de la Orden de Frailes Menores Capuchinos. Originariamente se creó con catorce postulantes, siendo sus primeras casas la Cartuja de Nuestra Señora del Puig en Valencia y el Convento de Nuestra Señora de Monte Sión en Torrente, ambos en la Comunidad Valenciana. 
Como Congregación Religiosa Católica según sus constituciones, están consagrados y comprometidos en el seguimiento de Jesucristo tal y como propone el Evangelio, viviendo en comunidad fraterna y consagrándose especialmente a Dios en el servicio a la juventud extraviada. Siguen la Regla de los Hermanos y de las Hermanas de la Tercera Orden Regular de San Francisco. Junto a la Congregación de Hermanas Terciarias Capuchinas de la Sagrada Familia, la Asociación de Cooperadores Amigonianos, y otros grupos seglares, conforman la Familia Amigoniana.
El Padre Luis Amigó inició su apostolado entre los reclusos de los penales. Con ellos, penados también, había jóvenes e incluso niños. Esta experiencia constituyó el germen fundacional de la Congregación. El estado de destrucción que advertía en unos y otros le hizo pensar en un trabajo preventivo a favor de los más jóvenes. 

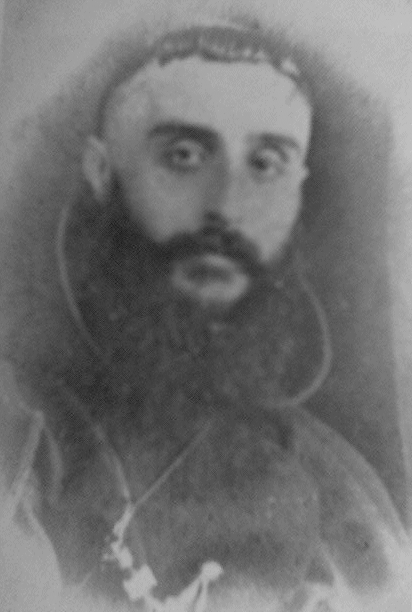
Luis Amigó Ferrer en su juventud.

En su Testamento Espiritual, Luis Amigó expresa así la misión de su fundación: 

Vosotros, mis amados hijos e hijas, a quienes Él ha constituido zagales de su rebaño, sois los que habéis de ir en pos de la oveja descarriada hasta devolverla al aprisco del Buen Pastor. Y no temáis perecer en los despeñaderos y precipicios en que muchas veces os habréis de poner para salvar la oveja perdida; ni os arredren los zarzales ni emboscadas con que tratará de envolveros el enemigo, pues podéis estar seguros de que si lográis salvar un alma, con ello predestináis la vuestra.
Luis Amigó Ferrer

La obra con la que los Terciarios Capuchinos inauguraron su misión apostólica fue la Escuela de Reforma de Santa Rita en Madrid (España); que en la actualidad comprende el Colegio Santa Rita; uno de los siete colegios regentados hoy por la congregación en España.
Los Amigonianos, según su espiritualidad, desarrollan su trabajo con jóvenes que tienen carencias afectivas, familiares, sociales, con alteraciones de conducta y perturbaciones de personalidad. Niños y jóvenes que por diferentes razones son vulnerables. También desarrollan un amplio trabajo en diversas obras educativas desde la enseñanza básica hasta la universitaria.
El espíritu propio del instituto se distingue en la Iglesia por el particular seguimiento de cuatro modelos espirituales: Cristo Buen Pastor, la Virgen de los Dolores; San Francisco de Asís y el Fundador, cuya venerabilidad fue reconocida por el Papa Juan Pablo II a través de la Congregación para las Causas de los Santos en Decreto de 13 de junio de 1992. Su Causa de Beatificación está en curso.
La Congregación de Terciarios Capuchinos está distribuida en tres Provincias (Luis Amigó, Buen Pastor y San José) y una Delegación General (Mártires Amigonianos), presentes en 4 continentes y 20 países.

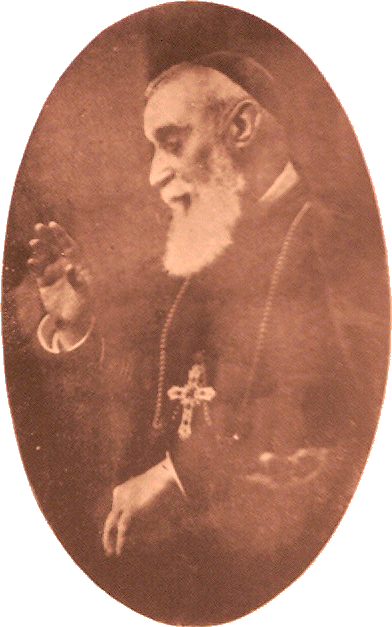
Fray Luis Amigó y Ferrer, obispo.

Las actitudes que marcan el crecimiento humano-espiritual del Terciario Capuchino, son las que identifican también su vida de familia y su actuación apostólica entre los jóvenes inadaptados, haciendo de esto el fundamento de la Pedagogía Amigoniana. Entre ellas están:
- Defensa de la vida y la familia.
- Acogida permanente.
- Contemplación en la acción apostólica.
- Vocación a la enseñanza.
- Actitud para la vida comunitaria.
- Apertura a los laicos.

## Misión
La Congregación ha desarrollado en el transcurso de su historia, y continúa desarrollando, una pedagogía especial reconocida como Pedagogía Amigoniana. Se aplica actualmente en España y Latinoamérica teniendo en cuenta las peculiaridades culturales de la zona. El trabajo de los Amigonianos en otros países no hispanos varía en cuanto al tipo de obras y métodos; las misiones se han ampliado con presencias permanentes en África y Asia.
El objetivo de la Pedagogía Amigoniana incluye la educación, prevención, corrección y orientación de niños y jóvenes que por diversas motivaciones han entrado en conflicto consigo mismos o con la sociedad: jóvenes con carencias afectivas, familiares y sociales; con insuficiencias y disminuciones materiales y morales; con alteraciones de conducta y perturbaciones de personalidad. Con el transcurrir de la historia la misión especifica de la Congregación ha ampliado su perspectiva a toda actividad que comprenda la educación cristiana de la juventud y las familias.
La Pedagogía Amigoniana que hasta la década pasada se denominaba pedagogía reeducativa; requiere, para su puesta en práctica, además de los religiosos, de laicos educadores y colaboradores que hayan asumido su mística, que vivan su fe y el Carisma Amigoniano, de personas que estén en talante de crecimiento, trabajen en equipo de educadores y se preparen científica y técnicamente para esta misión. 
De esta forma el Gobierno General de la Congregación fundó la Asociación Privada de Fieles Cooperadores Amigonianos (C.A.) el 11 de noviembre de 1983, que recibió aprobación pontificia el 8 de diciembre de 1992. El Cooperador Amigoniano según su proyecto de vida es un fiel colaborador de Cristo en la obra de la redención y transformación de este mundo según el Plan de Dios, junto a María Dolorosa y según el estilo de vida de Luis Amigó, el Apóstol de la juventud extraviada. La Asociación está gobernada por el superior general de la Congregación y actualmente está organizada en todas las Provincias; en España y África opera a través de la Fundación Amigó.

## Experiencia educativa
Con la experiencia adquirida durante sus más de 130 años de existencia, los amigonianos dirigen hoy en diversas partes del mundo:
- Centros de Observación.
- Centros de protección de niños y adolescentes.
- Centros de readaptación social.
- Hogares o casas de familia.
- Obras sociales en barrios marginados.
- Comunidades terapéuticas para la recuperación de farmacodependientes.
- Capellanías en cárceles.
- Universidades.
- Colegios.
- Centros de estudios e investigación psico-pedagógica.
- Parroquias.

## Presencia
En la actualidad los Terciarios Capuchinos están presentes en 20 naciones de Europa, Asia, África y América. 
En el marco de la Clausura del Año Jubilar de la Congregación, celebrado el 12 de abril de 2015 en Bogotá, D.C. (Colombia), se hizo lectura del decreto de reestructuración de la Congregación, resultado de un trabajo del Gobierno General en el que se buscó dar cumplimiento al mandato del último Capítulo general de Roma sobre evaluar la necesidad y pertinencia de una nueva estructuración de las provincias y circunscripciones, quedando de la siguiente manera:
- La Provincia de San Francisco queda suprimida y se erige la Delegación general de los Mártires Amigonianos que comprende las comunidades de Filipinas y las nuevas fundaciones en Asia; de igual manera comprende las comunidades de Italia.
- La Provincia de San José quedó suprimida y se erige la nueva Provincia de San José que incluye las comunidades de Brasil, Argentina, Colombia, Chile, Ecuador y Bolivia.
- La Provincia del Buen Pastor quedó suprimida y se erigió la nueva Provincia del Buen Pastor que comprende las comunidades de Venezuela, Centroamérica (Panamá, Costa Rica, Nicaragua, Guatemala y México) y el Caribe (República Dominicana y Puerto Rico).
- La Provincia de Luis Amigó permanece con las comunidades de España, Alemania, Polonia y la misión permanente en África (Costa de Marfil y Benín).

La Casa General de la Congregación está ubicada en Roma (Italia) Vía Bernardo Blumenstihl, 28 – 36, 00135; además de ser sede del Gobierno General, es casa de acogida para hermanos que adelantan altos estudios en universidades romanas.
El actual superior general de la Congregación es Fray José Ángel Lostado Fernández, T.C., español, de la Provincia Luis Amigó, elegido por el XXIII Capítulo General de la Congregación, celebrado en el Santuario de Montiel, en Benaguacil, España, durante la Pascua de 2025, en el mes de mayo, para el sexenio 2025-2031. 
En la Casa General también operan los oficiales de la Congregación: el vicario general, el secretario general, el procurador general, el postulador general y la Oficina General de Comunicaciones.
La Congregación ha fundado y dirige cuatro centros de educación superior: la Universidad Católica Luis Amigó en Colombia; las Escuelas Profesionales Luis Amigó en España, el ITCA en Italia y la Institución Universitaria Politécnico Amigó en Puerto Rico. Además de 16 colegios entre España, Colombia, Venezuela, Argentina y Chile, que constituyen la pastoral educativa que la Congregación desarrolla en el mundo mediante la Pedagogía Amigoniana proyectada a la luz de los principios del Evangelio, la orientación de la Iglesia y la identidad y la misión de la Congregación.
Los Terciarios Capuchinos son los padres de la Pedagogía Reeducativa, hoy, rama de las ciencias pedagógicas. Se les atribuye haber sido los iniciadores de los sistemas de medición psicológica (psicometría) en Colombia, país en el que la Congregación hoy regenta gran parte del Sistema Nacional de Instituciones de Responsabilidad Penal Juvenil.

## Formación
La formación para quienes desean ser Terciarios Capuchinos sigue los lineamientos del Plan General de Formación y Estudios de la Congregación (Ratio Formationes), de los planes provinciales de formación y estudios y las orientaciones del Magisterio de la Iglesia para la formación de sacerdotes y religiosos.
Hay dos maneras de ser Terciario Capuchino, como sacerdote o como hermano coadjutor. La formación para ambos es idéntica hasta la profesión perpetua, de tal forma que todos los religiosos deben cursar estudios filosóficos y teológicos en Facultades autorizadas; además de estudios de especialización y formación avanzada en las áreas pedagógica, psicológica, terapéutica, administrativa o pastoral. El sacerdocio es un servicio que los hermanos prestan a la Congregación; la única diferencia en su trabajo, está representado en aquellos compromisos que son estrictamente ligados al Orden sacerdotal. 
La Formación inicial comprende las siguientes etapas:
- Promoción Vocacional (duración variable).
- Aspirantado (1 año).
- Postulantado (1 año).
- Noviciado (1 año).
- Colegialiter (2 años).
- Juniorado (de 3 a 9 años hasta la profesión perpetua).

## Personajes relevantes de la Congregación
- El fundador, Luis Amigó y Ferrer, que además de fundar dos congregaciones religiosas; es uno de los restauradores de la Orden Capuchina en España, en la cual desempeñó altos oficios como Guardián, Definidor provincial, Comisario de la Tercera Orden Seglar y Ministro provincial de la Provincia Capuchina de Valencia. Fue elevado al Episcopado en 1907 confiándosele el cuidado pastoral como administrador apostólico de Solsona (Lérida) y seis años más tarde es preconizado Obispo de Segorbe (Castellón). Fue un hombre de notable influencia en España; su magisterio ha sido elogiado dada la increíble elocuencia, belleza y espiritualidad de sus escritos. Fue un hombre apasionado por San Francisco de Asís, muy pronto su fama de santidad empezó a extenderse. Sus funerales son recordados como unos de los más memorables en la historia de la Comunidad Valenciana. Su sepulcro, muy visitado, se encuentra en Massamagrell. El Papa Juan Pablo II el día que lo proclamó "Venerable" lo catalogó como "Gigante de la Santidad". Su proceso de Beatificación está en curso.
- Los 20 Beatos Mártires de la Congregación en España, por la Guerra Civil de 1936 (19 Frailes y 1 Laica):

1	 Fray Vicente Cabanes Badenas
2	 Fray Laureano María de Burriana
3	 Fray Benito María de Burriana
4	 Fray Bernardino María de Andújar
5	 Fray Ambrosio María de Torrente
6	 Fray Valentín María de Torrente
7	 Fray Recaredo María de Torrente
8	 Fray Modesto María de Torrente
9	 Fray Francisco María de Torrente
10	 Fray José Llosá Balaguer
11	 Fray Florentín Pérez Romero
12	 Fray Urbano Gil Sáez
13	 Fray Gabriel María de Benifayó
14	 Fray Bienvenido María de Dos Hermanas
15	 Fray Domingo María de Alboraya
16	 Fray León María de Alacuás
17	 Fray Francisco Tomás Serer
18	 Fray Cresencio María Pobo
19	 Fray Timoteo Valero Pérez
20	 Carmen García Moyón
- Fray Dámaso Joaquín Guillén Navarro, T.C. Natural de Teruel. Uno de sus primeros seguidores, editó varias publicaciones sobre el fundador y su obra.
- Fray Tomas Roca Chust, TC. Autor de los ocho tomos de la "Historia de la Congregación de Religiosos Terciarios Capuchinos", considerada la máxima obra del patrimonio histórico y documental del Instituto.
- Fray Agripino González Alcalde, T.C. Ilustre escritor e historiador; participó en la elaboración de las Obras Completas de Monseñor Luis Amigó y Ferrer (OCLA) publicada por la Biblioteca de Autores Cristianos y en la preparación de la Liturgia de las Horas para las Órdenes Franciscanas. Autor de muchas publicaciones sobre Amigonianidad, Franciscanismo y Espiritualidad.
- Fray Juan Antonio Vives Aguilella, T.C. Historiador de las Congregaciones Amigonianas. Autor del Manual de Historia de la Congregación y de la historia de varias Provincias. Participó en la edición de las Obras Completas de Monseñor Luis Amigó y Ferrer (OCLA) por la BAC. Académico de gran prestigio. Experto en temas de Pedagogía y Teología Espiritual.
- Fray Fidenciano González Pérez, T.C. Persona de reconocida valía en el campo español de la Psicopedagogía Reeducativa. Es uno de los padres de la educación terapéutica de menores en el ámbito nacional e internacional; promovió los laboratorios psicotécnicos y preparó el Diccionario de la Pedagogía Amigoniana. Conferencista en eventos educativos alrededor del mundo.
- Fray Vicente Serer Vicens, T.C. Fue Superior General y miembro activo de la junta del Instituto de Bienestar Familiar ICBF en Colombia.
- Fray Cándido Martín Lizarraga, T.C. Autor de obras teológicas, entre ellas una colección completa de Comentarios a la Biblia según los tiempos litúrgicos.
- Fray Luis Arturo Nieto Franco, T.C. Fue un religioso colombiano que contribuyó en gran parte a la propagación e instalación de la Congregación en Colombia.